# Pseuderanthemum longistylum
Pseuderanthemum longistylum är en akantusväxtart som beskrevs av Imlay. Pseuderanthemum longistylum ingår i släktet Pseuderanthemum och familjen akantusväxter. Inga underarter finns listade i Catalogue of Life.